# Hermione Granger
Hermione Jean Granger  (phát âm tiếng Anh: /hɜːrˈmaɪ.əni ˈɡreɪndʒər/) là một nhân vật hư cấu trong bộ truyện Harry Potter của nữ nhà văn Anh Quốc J. K. Rowling. Cô xuất hiện lần đầu tiên trong truyện Harry Potter và hòn đá phù thủy, cô mở cửa bước vào toa tàu mà Ronald Weasley và Harry Potter ngồi mà điểm đến là Học viện Pháp thuật và Ma thuật Hogwarts. Sau khi được Harry và Ron giải cứu khỏi con quỷ khổng lồ trong nhà vệ sinh nữ, Hermione đã kết thân với cả hai. Sau này, cô thường xuyên dùng sự nhanh trí, gợi mở khéo léo và vốn kiến thức uyên bác để giúp đỡ bạn bè. Tác giả Rowling từng nói rằng nhân vật Hermione khiến cô nhớ lại thời niên thiếu của mình, thường thiếu tự tin hay e sợ thất bại. Theo tạp chí The Hollywood Reporter, Hermione là nhân vật nữ trong phim được yêu mến và hâm mộ nhất.
Trong loạt phim phỏng theo bộ truyện này, diễn viên Emma Watson thủ vai Hermione Granger. Thần hộ mệnh của Hermione Granger là một con rái cá.

## Khái quát
Hermione Jean Granger là học sinh gốc Muggle thuộc nhà Gryffindor, và bạn thân của hai nhân vật chính Harry Potter và Ron Weasley. Nhà văn J.K. Rowling cho biết sinh nhật của Hermione là vào ngày 19 tháng 9 năm 1979 và suýt soát gần 12 tuổi khi lần đầu đặt chân tới Hogwarts.
Cô ấy là người giỏi tới mức nắm vững lý thuyết một cách xuất sắc, và theo như mô tả của tác giả Rowling thì Hermione là nhân vật ngay thẳng, giỏi giang và có tư duy logic. Rowling cũng bổ sung rằng cha mẹ của Hermione đều là nha sĩ, và là dân Muggle, vừa bất ngờ về cô con gái kỳ cục vừa tự hào khi biết cô được nhận vào Hogwarts." Họ rất thích thú khi được biết về thế giới phù thủy và lần đầu bước vào Hẻm Xéo cùng với con gái. Rowling miêu tả tính cách của nhân vật Luna Lovegood hoàn toàn trái ngược với Hermione, họ quá khác biệt. Nhân vật tương phản với Hermione ở Hogwarts là Pansy Parkinson, một học sinh hay bắt nạt cô được dựa theo nguyên mẫu ngoài đời của những cô bạn học đã từng chế nhạo nhà văn Rowling khi còn đi học.
Rowling khẳng định nhân vật Hermione có rất nhiều ảnh hưởng trong câu chuyện. Bà nói: "Tôi không có ý sắp đặt để nhân vật Hermione giống mình, nhưng thực sự, cô ấy là hình ảnh cường điệu của tôi khi còn trẻ". Thêm vào đó, hoàn cảnh của Hermione không giống với bà, "rất nhiều bất an và nỗi sợ hãi thất bại to lớn" ẩn dưới hành động học gạo miệt mài của Hermione. Sau cùng, theo tác giả, bên cạnh Albus Dumbledore, Hermione là nhân vật được mô tả hoàn hảo bởi kiến thức giáo khoa, cô ấy có thể luôn đóng vai trò như một mấu chốt (giải thích các từ ngữ lạ trong series truyện bằng chính đoạn thoại của nhân vật, tránh làm đoạn văn thêm dài dòng). Rowling khẳng định tư tưởng bình đẳng nam nữ của bà đã được nhân vật Hermione bảo vệ, " người thông minh nhất" và là một " nữ nhân vật mạnh mẽ".
Tên nhân vật Hermione bắt nguồn từ tiểu thuyết Câu chuyện mùa Đông của đại văn hào William Shakespeare; Nhà văn Rowling muốn chọn một cái tên không quá phổ biến vì nếu càng có ít cô bé mang cái tên đó thì sẽ có ít cô bị trêu chọc hơn Ban đầu họ cho nhân vật dự định sẽ là "Puckle", nhưng tác giả Rowling cảm thấy cái tên này hoàn toàn không phù hợp nên sau đó đã chuyển qua một lựa chọn khác là Granger - cái tên khá phổ biến ở Anh và Pháp, dành cho những người nông dân trồng lúa. J.K. Rowling dự tính đưa "Jane" thay vì "Jean" vào tên của Hermione. Tuy nhiên, vì không muốn nó trùng với tên đệm của giáo sư Dolores Umbridge, bà đã đổi lại ở phần Harry Potter và Bảo bối Tử thần. "Jean" đồng thời cũng là tên đệm của cô con gái Mackenzie của bà, và có nguồn gốc từ chữ Latin, nghĩa là "Chúa nhân từ". J.K. Rowling xác nhận nhân vật Hermione là con một trong một cuộc phỏng vấn vào năm 2004 chỉ là một đứa trẻ.

### Thành tích
Hermione là phù thủy giỏi nhất ở độ tuổi của cô. Cô luôn đọc hết sách giáo khoa mới trước khi bước vào năm học. Trong lớp, Hermione luôn là người đầu tiên (có thể là duy nhất) giơ tay trả lời các câu hỏi của thầy cô giáo. Tuy nhiên, cô vẫn kém hơn Harry ở môn Phòng chống Nghệ thuật Hắc ám.
Trong kì thi Pháp sư thường đẳng (O.W.Ls), Hermione đạt được 10 chứng chỉ xuất sắc (Outstanding) gồm các môn Chăm sóc sinh vật huyền bí, Độc dược, Biến hình, Thảo dược học, Bùa chú, Thiên văn học, Lịch sử Phép thuật, Số học huyền bí, Cổ ngữ Runes, Muggle học và một chứng chỉ giỏi (Exceed exceptation) môn Phòng chống nghệ thuật hắc ám.
Cô cũng là Huynh trưởng nhà Gryffindor vào năm học thứ năm và thứ sáu, thành lập Hội Vận động cho Quyền lợi Gia tinh (Tiếng Anh viết tắt là S.P.E.W,còn tiếng việt ghi là H.V.Đ.C.Q.L.G.T) vào năm thứ 4. Spew là tên viết tắt của tên tổ chức, vừa có nghĩa là "nôn". Ron và Harry còn thường gọi là "Hột Vịt Đẹt"

### Sở hữu
Bản gốc cuốn Những chuyện kể của Beedle Người Hát Rong (The Tales of Beedle the Bard) do giáo sư Dumbledore để lại cho Hermione trong di chúc của thầy.

#### Vật nuôi
Hermione nuôi một con nửa mèo nửa tiểu yêu lông đỏ, chân vòng kiềng, rất béo được mua vào năm học thứ ba tên là Crookshanks, đây là con mèo thông minh nhất trong họ nhà mèo (theo lời Sirius Black) và cũng rất dũng cảm. Trong tập 3, nó luôn bám riết lấy con chuột Scabbers của Ron, vốn là Peter Pettigrew giả lốt.

#### Đũa phép
Cây đũa phép của cô được ông Ollivander làm từ gỗ nho với lõi là sợi tim rồng. Trong khi đó, cây đũa của Harry làm từ gỗ cây nhựa ruồi, có lõi là lông chim phượng hoàng và của Ron Weasley là lông kỳ lân. Trong lịch Celt, chất liệu gỗ nho là biểu tượng cho ngày sinh của cô.

#### Khác
Ngoài ra, Hermione còn được giáo sư Minerva McGonagall tặng cho một sợi dây chuyền cho phép lùi thời gian về quá khứ. Nó đã được cô sử dụng trong phần ba, qua gợi ý của cụ Dumbledore để cứu chú Sirius Black và con bằng mã Buckbeak. Trước đó, cô dùng chúng trong việc học nhiều môn ở nhiều thời điểm khác nhau, bởi năm thứ 3 xuất hiện thêm rất nhiều môn học mới.

### Hoạt động ở trường
Khi cô phát hiên ra ở trong trường có nuôi những con gia tinh để phục vụ. Cô rất bức xúc, vậy nên đã thành lập hội để đòi bình đẳng cho gia tinh viết tắt là S.P.E.W. và được dịch sang tiếng Việt là H.V.Đ.C.Q.L.G.T. (Hội vận động cho quyền lợi gia tinh). Tuy nhiên cũng chính vì cách viết tắt này mà Ron và Harry đã nghĩ ra nhiều từ khác để chế giễu đó là "hột vịt đẹt".

## Vai trò trong bộ truyện

### Harry Potter và hòn đá phù thủy
Hermione Granger xuất hiện đầu tiên trong Harry Potter và hòn đá phù thủy. Theo lời Rowling - tác giả của truyện miêu tả thì Hermione là một cô bé có ngoại hình trung bình. Cô rất giỏi, thông minh và thường đọc hết sách giáo khoa trước khi vào trường, điểm yếu duy nhất của cô là trong môn Bay lượn. Trong những chương đầu cô luôn làm mọi người khó chịu vì tỏ ra là người biết mọi thứ và cũng không ngoại trừ hai người bạn thân của cô sau này. Bộ ba đã cùng bị lạc đến lầu 3 do sự thay đổi cầu thang ở trường, gặp con chó ba đầu. Cô luôn tỏ vẻ khinh thường Harry và Ron. Khi học ở lớp Bùa chú, Hermione đã chỉ chỗ sai cho Ron khi thực hành bùa Bay (Wingardium Leviosa). Bộ ba thực sự không ưa nhau cho đến khi Ron và Harry cứu Hermione thoát khỏi con quỷ khổng lồ bằng chính bùa Bay mà cô đã sửa sai cho Ron. Cô rất biết ơn và đã nói dối các giáo sư để bảo vệ họ khỏi sự trừng phạt. Trong thời gian làm phim, tác giả Rowling tiết lộ rằng bà đã cãi với người viết kịch bản về việc bỏ đoạn chiến đấu với con quỷ khổng lồ. Bà từ chối việc này vì theo bà nghĩ "Hermione... rất hay gây phiền toái trong những chương đầu của Hòn đá phù thủy và cần thiết phải có một thứ gì đó có ý nghĩa to lớn để đưa cô đến gần với Ron và Harry...". Phần kết, Hermione, với sở trường trí thông minh của mình đã giúp Harry giải bài toán hóc búa của giáo sư Severus Snape để vượt qua được ngọn lửa đen, đến được căn phòng cuối cùng có chứa Hòn đá phù thủy, trước đó, cô, Ron và Harry đóng vai quân cờ để giúp Harry qua cửa ải của giáo sư Minerva McGonagall.

### Harry Potter và phòng chứa bí mật
Trong cuốn sách thứ hai, Harry Potter và Phòng chứa Bí mật, Hermione ngưỡng mộ thầy giáo mới đẹp trai của môn Phòng chống Nghệ thuật Hắc ám, thầy Gilderoy Lockhart. Cũng trong tập này, Hermione là nạn nhân của con tử xà, cô bị hình chiếu ánh mắt của nó qua tấm gương làm hóa đá. Nhưng trước đó nhờ thông minh, cô đã tìm tòi, phát hiện ra con tử xà Basilisk và biết được cách thức di chuyển của nó trong "ống nước". Hermione đã ghi lại trong tờ giấy. Harry phát hiện ra tờ giấy vẫn còn nằm trong tay cô khi đến thăm Hermione ở bệnh thất. Nhờ đó mà Harry và Ron đã tìm đến được Phòng chứa bí mật và tiêu diệt con tử xà. Cuối năm, cô cũng hơi thất vọng khi tất cả những kì thi đều bị hủy bỏ. Cũng trong năm học này, cô bị Draco Malfoy gọi là "Máu bùn" (cái tên khinh miệt dùng để gọi những phù thủy gốc Muggle)

### Harry Potter và tù nhân ngục Azkaban
Cuốn thứ ba Harry Potter và tên tù nhân ngục Azkaban, Hermione mua một con mèo nửa yêu tinh tên Crookshanks. Chính con mèo đã khiến Ron và Hermione cãi nhau vì Ron nghĩ rằng nó ăn con chuột Scabbers của Ron (thực chất là người hóa thú Peter Pettigrew). Cô còn được giáo sư Minerva McGonagall bí mật tặng cho một dụng cụ quay ngược thời gian để học hai lớp cùng một lúc khi niên học bắt đầu.
Nhờ bài luận văn mà giáo sư Severus Snape yêu cầu làm mà Hermione đã phát hiện được giáo sư Remus Lupin là một người sói. Từ đó, bộ ba đã khám phá ra sự thật về Sirius Black - tên tù nhân đáng nguyền rủa ở ngục Azkaban nhưng thực chất là một người vô tội và là cha đỡ đầu của Harry. Sau khi hiểu ra lời gợi ý của cụ Albus Dumbledore, Hermione đã cùng Harry tự cứu mình khỏi Lupin (khi đó là người sói) và cùng con bằng mã Buckbeak giải cứu chú Sirius Black thoát khỏi những Giám ngục Azkaban bằng dụng cụ quay ngược thời gian của mình.

### Harry Potter và chiếc cốc lửa
Hermione có tình cảm với một cầu thủ Quidditch nổi tiếng và cũng là quán quân trường Durmstrang người Bulgaria tên là Viktor Krum, điều này khiến bạn thân của cô là Ronald Weasley rất tức giận vì anh coi Viktor là kẻ thù của Hogwarts (nhưng lý do chính là do Ron ghen với Krum). Tác giả cũng nhờ sự xuất hiện của Krum để giúp người đọc phát âm đúng tên của Hermione, Her-my-o-nee. Trong năm học này, Hermione còn tổ chức Hội Vận Động Vì Quyền Lợi Gia Tinh (S.P.E.W.).
Kết thúc năm học, Viktor trở lại trường Durmstrang, họ vẫn liên hệ thư từ với nhau nhưng chỉ ở mức bạn bè.

### Harry Potter và Hội Phượng Hoàng
Trong Harry Potter và Hội Phượng Hoàng, Hermione là người có ý tưởng thành lập Đội quân của Dumbledore (Đ.Q.D).Tiếng Anh: Dumbledore's Army (D.A). Cô là một thành viên rất tích cực chống lại kẻ thù là giáo sư kiêm nhân viên cấp cao của Bộ Pháp thuật là Dolores Umbridge. Tuy nhiên Đội sớm bị tan rã bởi Marietta - bạn thân cùng nhà Ravenclaw của Cho Chang (trong phim là do Cho Chang bị ép uống Chân Dược để khai ra).
Gần kết thúc năm học, Hermione đã đồng tình với Harry - đi đến Bộ Pháp thuật như trong giấc mơ của cậu. Cuối cùng, Hermione cùng Harry và nhiều người khác còn tham gia trận chiến quyết liệt với Voldemort và Tử Thần Thực Tử tại Sở Bảo mật. Tuy Hermione bị chấn thương rất nặng trong cuộc chiến nhưng sau đó đã hoàn toàn bình phục.
Hậu quả của trận chiến ở Bộ Pháp thuật đã khiến cho chú Sirius Black ra đi vĩnh viễn và từ hôm đó Bộ Pháp thuật thừa nhận rằng Chúa tể Hắc ám Voldemort đã trở lại, mặc dù hồi đầu năm học Bộ đã kiên quyết phản đối chuyện đó.

### Harry Potter và Hoàng tử lai
Năm thứ sáu, cô đạt 10 chứng chỉ Phù thủy thường đẳng, nhưng vẫn tỏ ra không hài lòng lắm do có một chứng chỉ "Giỏi" chứ không phải "Xuất sắc" trong môn Phòng chống Nghệ thuật Hắc ám. Nhờ sự xuất sắc trong học tập, cô được giáo sư Horace Slughorn mời gia nhập câu lạc bộ Slug dành cho những học sinh có năng khiếu về một mặt nào đó.
Khi nghe Ginny nói Hermione từng hôn Viktor Krum, Ron rất tức giận và quyết định hẹn hò với Lavender Brown khiến Hermione buồn, tức giận và có thể nói là ghen. Để trả đũa, Hermione đã mời Cormac McLaggen - người Ron rất ghét, cùng đi dự buổi tiệc giáng sinh của thầy Slughorn. Sau khi cụ Dumbledore chết, Ron cũng chia tay Lavender và hai người trở lại làm bạn thân như ban đầu.

### Harry Potter và bảo bối tử thần
Trong suốt tập cuối Harry Potter và bảo bối tử thần, Hermione đã giúp Harry Potter tìm kiếm và tiêu diệt những Trường Sinh Linh Giá của Chúa tể Voldemort. Hermione và Ron trao cho nhau nụ hôn đầu tiên và tham gia vào trận chiến Hogwarts cùng những người khác để giết chết Voldemort.
19 năm sau, Ron và Hermione đã kết hôn và có hai người con là Rose - lúc đó đang chuẩn bị bước vào năm học đầu tiên ở Hogwarts và người em trai Hugo.

### Harry Potter và đứa trẻ bị nguyền rủa
Năm 2019, Hermione được bầu làm Bộ trưởng Bộ Pháp Thuật.